# Charles Torrey Simpson
Pour les articles homonymes, voir Simpson.
Charles Torrey Simpson est un botaniste et un malacologiste américain, né le 3 juin 1846 à Tiskilwa dans le comté de Bureau (Illinois) et mort le 17 décembre 1932 à Miami (Floride).

## Biographie
Il travaille de 1899 à 1902 au National Museum of Natural History, après son départ à la retraite il s’installe dans le sud de la Floride.

## Distinction
Il reçoit un doctorat honoris causa en sciences de l'université de Miami en 1927.

## Liste partielle des publications
- 1887. Contributions to the Mollusca of Florida. Proceedings of the Davenport Academy of Natural Sciences 5:45-72.
- 1888. Notes on some Indian Territory shells. Proceedings of the United States National Museum 11:449-454.
- 1889. Contributions to the Mollusca of Florida. Proceedings of the Davenport Academy of Natural Sciences 5:63*-72*.
- 1891. On the means of distribution of Unionidae in the Southeastern United States. Nautilus 5(2):15-17.
- 1891. Notes on Unionidae. Nautilus 5(8):86-88.
- 1892. On a revision of the American Unionidae. Nautilus 6(7):78-80.
- 1892. Notes on the Unionidae of Florida and the southeastern states. Proceedings of the United States National Museum 15(911):405-436 + 26 plates.
- 1893. On the relationships and distribution of the North American Unionidae, with notes on the West Coast species. American Naturalist 27(316):353-358.
- 1893. A new Anodonta. Nautilus 6(12):134-135.
- 1893. Unio coruscus, subluridus, etc. Nautilus 6(12):143-144.
- 1893. A review of Von Ihering's classification of the Unionidae and Mutelidae. Nautilus 7(2):17-21.
- 1893. A reply to professor Wheeler. Nautilus 7(2):22-23.
- 1893. On some fossil unios and other fresh-water shells from the drift at Toronto, Canada: With a review of the distribution of the Unionidae of northeastern North America. Proceedings of the United States National Museum 16(952):591-595.
- 1894. Types of Anodonta dejecta rediscovered. Nautilus 8(5):52.
- 1894. On some fossil unios and other fresh-water shells from the drift at Toronto, Canada: with a review of the distribution of the Unionidae of northeastern North America. Proceedings of the United States National Museum 16(952):591-595.
- 1895. On the validity of the genus Margaritana. American Naturalist 29(340):336-344.
- 1895. Note on Unio oregonenses Lea. Nautilus 8(10):116-118.
- 1895. Unio ochraceus and cariosus. Nautilus 8(11):121-123 [correction regarding the text figures in 8(12):143].
- 1895. Pleurocera subulare in water-mains. Nautilus 9(4):37-38.
- 1896. On the Mississippi Valley Unionidae found in the St. Lawrence and Atlantic drainage areas. American Naturalist 30(353):379-384.
- 1896. The mussel scars of Unios. Nautilus 10(3):29-30.
- 1896. Notes on the parvus group of Unionidae and its allies. Nautilus 10(5):57-59.
- 1896. The classification and geographical distribution of the pearly fresh-water mussels. Proceedings of the United States National Museum 18(1068):295-343 + 1 map.
- 1896. Description of four new Triassic unios from the Staked Plains of Texas. Proceedings of the United States National Museum 18(1072):381-385.
- 1897. Notes on the classification of the Unios. Nautilus 11(2):18-23.
- 1899. The pearly fresh-water mussels of the United States; their habits, enemies, and diseases, with suggestions for their protection. Bulletin of the U.S. Fish Commission. [Issued separately as U.S. Bureau of Fisheries Document 413]. 18(1898):279-288.
- 1900. Unionidae of Indiana. (Review). Nautilus 14(8):95-96.
- 1900. New and unfigured Unionidae. Proceedings of the Academy of Natural Sciences of Philadelphia 52(1900):74-86 + 5 plates.
- 1900. Synopsis of the naiades, or pearly fresh-water mussels. Proceedings of the United States National Museum 22(1205):501-1044.
- 1900. On the evidence of the Unionidae regarding the former courses of the Tennessee and other southern rivers. Science 12(291):133-136.
- [Simpson, C.T.]. 1901. Alasmidonta marginata Say. Nautilus 15(2):16-17.
- 1901. On the classification of the Unionidae. Nautilus 15(7):77-82.
- 1902. A new naiad from New Zealand. Nautilus 16(3):30.
- 1914. A descriptive catalogue of the naiades, or pearly fresh-water mussels. Parts I-III. Bryant Walker, Detroit, Michigan xii + 1540 p.